# Centre Cerimonial Indígena de Tibes
El Centre Cerimonial Indígena de Tibes és un jaciment arqueològic localitzat a Ponce, Puerto Rico. La seva data aproximada es del 1,300 D.C. i va ser un lloc on les cultures indígenes que es van assentar en els seus voltants van utilitzar com a centre cerimonial i observatori astronòmic. El jaciment es va posar al descobert el 1975, després del pas de la depressió tropical Eloísa i el desbordament del riu Portugués.
El jaciment conté un museu, inaugurat el 30 d'abril de 1982, la plaça cerimonial indígena i els seus voltants naturals. A la plaça cerimonial s'ubiquen set bateyes i dues places cerimonials multiformes. Un dels bateyes mostra una arquitectura megalítica, ordenada en forma de dissenys geomètrics: quadrats, rectangulars i triangulars que formen una estrella de sis puntes. Aquesta última presenta les seves puntes orientades cap als solsticis. Tot el lloc es troba envoltat de vegetació autòctona com arbredes de ceiba, capá, llentiscle, tabonuco i figuera. A més, hi ha un gran nombre d'espècies d'aus autòctones.